# Розповідь невідомої людини (фільм)
Розповідь невідомої людини (рос. Рассказ неизвестного) — радянський художній фільм 1980 року, знятий на кіностудії «Мосфільм».

## Сюжет
За однойменною повістю А. П. Чехова. Дворянин, революціонер-народоволець, готуючись до теракту — вбивства багатого царського сановника, стає лакеєм його сина — Георгія Івановича Орлова. Той і не підозрює, що новий слуга збирається вбити його батька. Але поступово, живучи в цьому будинку, герой фільму розчаровується у своїх переконаннях і приходить до думки про тихе життя в глушині, в маєтку…

## У ролях
- Олександр Кайдановський — Степан, він же Володимир Іванович
- Євгенія Симонова — Зінаїда Федорівна
- Георгій Тараторкін — Орлов Жорж
- Людмила Зайцева — Поліна, покоївка
- Павло Кадочников — граф Орлов
- Михайло Зимін — епізод
- Сергій Мучеников — Кукушкін
- Борис Романов — пан Грузін
- Гліб Плаксін — епізод
- Анатолій Скорякин — епізод
- Іон Унгуряну — Пекарський
- Олександр Звенигорський — епізод

## Знімальна група
- Режисер і сценарист — Вітаутас Жалакявічус
- Оператор — Анатолій Кузнецов
- Композитор — Георгій Фіртич
- Художник — Вадим Кислих